# Copa del Generalíssim de futbol 1968-69
La Copa del Generalíssim de futbol 1968-69 va ser la 65ena edició de la Copa d'Espanya.

## Vuitens de final
4 i 11 de maig.
| Equip 1                   | Global | Equip 2         | Anada | Tornada |
| ------------------------- | ------ | --------------- | ----- | ------- |
| Club Atlético de Madrid   | 2-1    | Reial Madrid CF | 2-1   | 0-0     |
| RC Deportivo de La Coruña | 4-2    | UD Las Palmas   | 2-1   | 2-1     |
| Elx CF                    | 2-1    | Pontevedra CF   | 2-0   | 0-1     |
| RCD Espanyol              | 2-5    | CD Málaga       | 0-3   | 2-2     |
| Reial Societat            | 5-4    | FC Barcelona    | 5-1   | 0-3     |
| CE Sabadell               | 3-3    | Granada CF      | 3-0   | 0-3     |
| València CF               | 3-2    | Córdoba CF      | 2-0   | 1-2     |
| Reial Saragossa           | 1-2    | Athletic Club   | 1-1   | 0-1     |

- Desempat

| Equip 1     | Marcador | Equip 2    |
| ----------- | -------- | ---------- |
| CE Sabadell | 0-1      | Granada CF |

## Quarts de final
18 i 25 de maig.
| Equip 1                   | Global | Equip 2        | Anada | Tornada |
| ------------------------- | ------ | -------------- | ----- | ------- |
| Club Atlético de Madrid   | 2-3    | Reial Societat | 1-2   | 1-1     |
| RC Deportivo de La Coruña | 1-3    | Athletic Club  | 0-0   | 1-3     |
| Granada CF                | 3-2    | CD Málaga      | 2-1   | 1-1     |
| València CF               | 2-3    | Elx CF         | 1-2   | 1-1     |

## Semifinals
1 i 7 de juny.
| Equip 1    | Global | Equip 2        | Anada | Tornada |
| ---------- | ------ | -------------- | ----- | ------- |
| Elx CF     | 4-4    | Reial Societat | 3-0   | 1-4     |
| Granada CF | 1-3    | Athletic Club  | 1-1   | 0-2     |

- Desempat

| Equip 1 | Marcador | Equip 2        |
| ------- | -------- | -------------- |
| Elx CF  | 2-0      | Reial Societat |

## Final
| Athletic Club | 1 - 0 | Elx CF |
| ------------- | ----- | ------ |
| Arieta 82'    |       |        |

## Campió
| Campions de la Copa d'Espanya 1969 |
| ---------------------------------- |
| · Athletic Club · 21è títol        |